# Hydaspes (syn Taumasa)
Hydaspes (gr.  Ὑδάσπης trb. Hydaspês) – w mitologii greckiej bóg rzeki Hydaspes, płynącej przez ziemię nazywaną Pakistan w północno-zachodnich Indiach. Wspierał Indusów w ich wojnie przeciwko atakującym wojskom boga Dionizosa. Jego rodzicami byli okeanida Elektra i bóg zjawisk przyrodniczych na morzu Taumas. Istnieje też wersja wg której rodzicami Hydaspesa byli tytan Okeanos i tytanida Tetyda. Jego żoną była nimfa Astris, z którą miał syna Deriadesa, króla Indii. 
W mitologii greckiej występuje kilka postaci o imieniu Hydaspes.

## W kulturze
- Nonnos z Panopolis, Dionysiaca
- Publiusz Papiniusz Stacjusz, Tebaida